# Guangdong Sunray Cave Football Club
Maillots
Le Guangdong Sunray Cave Football Club (en chinois : 广东日之泉足球俱乐部), plus couramment abrégé en Guangdong Sunray Cave, est un ancien club chinois de football fondé en 2007 et disparu en 2015, et basé dans la ville de Canton, dans la province du Guangdong.

## Historique
- 2007 : fondation du club sous le nom de Guangdong Sunray Cave.

## Bilan sportif

### Palmarès
| Compétitions nationales                                                                                         |
| --- |
| - Championnat de Chine D2 : - Vice-champion : 2011 et 2013. - Championnat de Chine D3 : - Vice-champion : 2008. |

### Résultats sportifs
| Saison   | 2007 | 2008 | 2009 | 2010 | 2011 |
| -------- | ---- | ---- | ---- | ---- | ---- |
| Division | 3    | 3    | 2    | 2    | 2    |
| Position | 7    | 2    | 5    | 11   |      |

## Personnalités du club

### Présidents du club
- Qin Lin

### Entraîneurs du club
| - Cao Yang (5 février 2007 - 1er janvier 2012) - Dragan Kokotović (5 janvier 2012 - 27 mars 2012) - Cao Yang (27 mars 2012 - 28 juillet 2012) - José Ricardo Rambo (29 juillet 2012 - 30 août 2012) - Cao Yang (30 août 2012 - 3 janvier 2013) |  | - Zhang Jun (3 janvier 2013 - 2 janvier 2014) - Julio César Moreno (2 janvier 2014 - 20 avril 2014) - Feng Feng (20 avril 2014 - 13 mai 2014) - Mai Chao (13 mai 2014 - novembre 2014) - Alejandro Menéndez (28 décembre 2014 - 31 janvier 2015) |